# Педурень (Шендрічень, Ботошань)
Педурень, Педурені (рум. Pădureni) — село у повіті Ботошані в Румунії. Входить до складу комуни Шендрічень.
Село розташоване на відстані 393 км на північ від Бухареста, 36 км на північний захід від Ботошань, 131 км на північний захід від Ясс.

## Населення
За даними перепису населення 2002 року у селі проживала 1191 особа, усі — румуни. Усі жителі села рідною мовою назвали румунську.